# ۲۲ رمضان
۲۲ رمضان، بیست و دومین روز از ماه رمضان در تقویم هجری قمری است.
در تقویم هجری قمری قراردادی این روز دویست و پنجاه و هشتمین روز سال است.

## مناسبت‌ها
- شب قدر و نزول قرآن کریم (احتمالی) (۱ بعثت)

## زادگان
- ۲۷۷ عبدالرحمن الناصر لدین الله، اولین خلیفه قرطبه (از سال ۹۱۲ تا ۹۶۱ میلادی) در اندلس در دوران حکومت امویان.
- ۲۸۲ - جعفر المقتدر بالله، ۱۸مین خلیفه عباسی.
- ۱۰۸۴ - احمد سوم، ۲۳مین سلطان امپراتوری عثمانی.

## درگذشتگان
- ۱۲۸۶ - عبدالحسین تهرانی (شیخ العراقین)